# Cerro Agua de Perdiz
Cerro Agua de Perdiz är ett berg i Chile, på gränsen till Bolivia.   Det ligger i provinsen Provincia de El Loa och regionen Región de Antofagasta, i den norra delen av landet, 1 300 km norr om huvudstaden Santiago de Chile. Toppen på Cerro Agua de Perdiz är 4 926 meter över havet.
Terrängen runt Cerro Agua de Perdiz är huvudsakligen kuperad, men den allra närmaste omgivningen är bergig. Trakten runt Cerro Agua de Perdiz är nära nog obefolkad, med mindre än två invånare per kvadratkilometer.. Det finns inga samhällen i närheten.
Trakten runt Cerro Agua de Perdiz är ofruktbar med lite eller ingen växtlighet.